# Dia Saba
Dia Saba (às vezes Sabi'a ou Seba, em árabe: ضياء سبع   , em hebraico:  דיא סבע  ; Carmiel - 18 de novembro de 1992) é um jogador de futebol israelense que joga no Al-Nasr, clube da Pro-League dos Emirados Árabes Unidos .

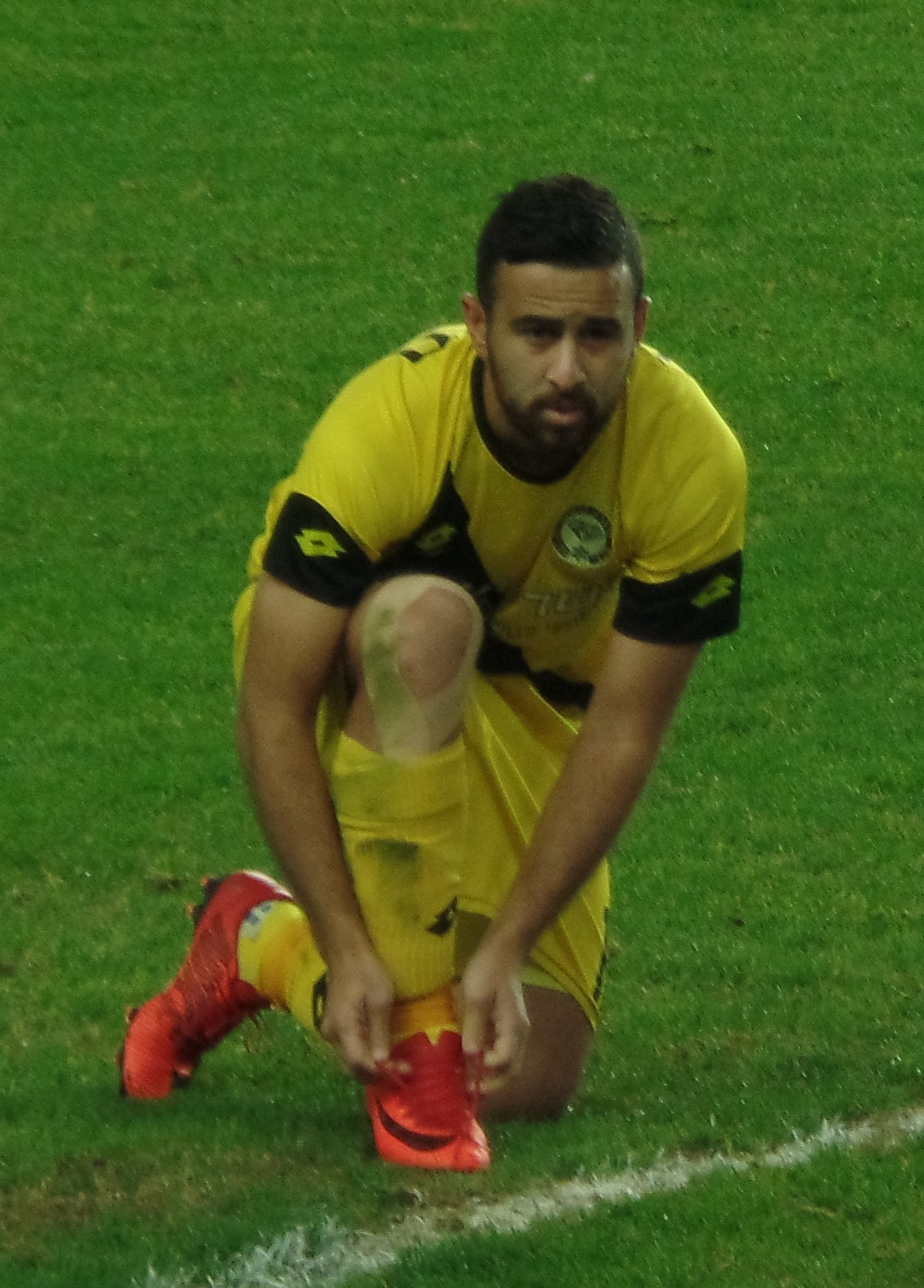
Dia Saba

## Vida pregressa
Nasceu em Majd al-Krum, Israel, em uma família árabe-muçulmana . Ele é primo do ex-jogador de futebol Ahmad Saba'a .

## Carreira
Saba começou sua carreira nas seleções juvenis do Hapoel Haifa, e mais tarde mudou-se para o Beitar Nes Tubruk . No verão de 2011, Saba ingressou no Maccabi Tel Aviv e jogou sob o comando do técnico Motti Ivanir . No entanto, ele fez apenas duas partidas em quatro meses e, em janeiro de 2012, foi emprestado ao Hapoel Be'er Sheva até o final da temporada. Em 21 de janeiro de 2012, Saba fez sua estreia pelo Hapoel Be'er Sheva e marcou duas vezes na vitória por 2 a 0 sobre o Hapoel Haifa, ajudando o clube a se manter na liga. Ele foi então novamente emprestado por metade da temporada. Em fevereiro de 2013 ele se mudou para o Bnei Sakhnin, jogando dez partidas do campeonato e sem marcar. Antes da temporada 2013-14, Saba assinou com o Maccabi Petah Tikva . Na temporada seguinte, ele assinou um contrato de dois anos com o Maccabi Netanya . Ele jogou com o Netanya por quatro anos, marcando 51 gols em 114 partidas em todas as competições do clube, incluindo 24 gols na liga na temporada 2017-18, em janeiro de 2019, ele se mudou para o Guangzhou R&F da Super League chinesa, juntando-se ao atacante da seleção israelense Eran Zahavi .
Em setembro de 2020, Saba se juntou ao Al-Nasr, tornando - se o primeiro israelense a jogar nos Emirados Árabes Unidos após o acordo de normalização entre Israel e Emirados Árabes Unidos .
Pontuações e resultados listam primeiro a contagem de gols de Israel.
| Não. | Encontro               | Local                             | Oponente                  | Ponto | Resultado | Concorrência                    |
| ---- | ---------------------- | --------------------------------- | ------------------------- | ----- | --------- | ------------------------------- |
| 1    | 14 de outubro de 2018  | Turner Stadium, Beersheba, Israel | ligação=\|borda Albânia   | 2 –0  | 2–0       | 2018-1919 UEFA Nations League C |
| 2    | 15 de novembro de 2018 | Estádio Netanya, Netanya, Israel  | ligação=\|borda Guatemala | 5 –0  | 7–0       | Amigáveis                       |
| 3 -  | 15 de novembro de 2018 | Estádio Netanya, Netanya, Israel  | ligação=\|borda Guatemala | 6 –0  | 7–0       | Amigáveis                       |